# Nasiłowo
Nasiłowo – wieś w Polsce położona w województwie kujawsko-pomorskim, w powiecie radziejowskim, w gminie Bytoń.
W latach 1975–1998 miejscowość administracyjnie należała do województwa włocławskiego. Wieś sołecka.
Według Narodowego Spisu Powszechnego (III 2011 r.) liczyła 151 mieszkańców. Jest dziesiątą co do wielkości miejscowością gminy Bytoń.